# COBRA (バンド)
COBRA（コブラ）は、日本のオイ! (Oi!) パンク・ロック (Punk Rock)バンド。

## 来歴
1982年、兵庫県尼崎市にて中学校同級生のYOSU-KO（ボーカル）とNAOKI（ギター）MI-CHANG（ドラム）らで結成。
1984年、現GARLIC BOYSのLARRY（ギター）加入。脱退したNAOKIはLAUGHIN' NOSEに加入。
1985年、AAレコードよりアルバム「STAND THE PRESSURE」をリリース。
1987年、徳間ジャパンよりメジャーデビューしたが同年に活動を停止。
1990年にLAUGHIN' NOSEを脱退したNAOKI、PONを迎えポニーキャニオンより再メジャーデビューを果たし、武道館公演を果たすが1991年に活動停止。YOSU-KOとPONはハウスユニットを結成、KAMIKAZE名義で初ライブを行った後、COW COWとしてメジャーにて活動。NAOKIとKI-YANは新たにDOG FIGHTを結成した。
1999年に結成時のギタリストであるNAOKIを再度メンバーに迎え、YOSU-KOがベースボーカルとなり３ピースでCOBRAを再結成、東芝EMIで活動するも2001年にはYOSU-KO以外のメンバーが脱退、インディーズにて活動を続けるも2005年には再び活動休止。
2007年にはメンバーを一新し活動を再開、フジロック出演やヨーロッパツアーを果たすも、YOSU-KOの体調不良により2012年末を以て再度の活動停止となった。これを以ってBassのYUICHIが脱退。直後の2013年1月1日には予定されていたシングル「THE BEGINNING OF THE END e.p.」をリリース、本作が現時点で最後にリリースされた作品である。
2015年に元メンバーであるPON（現LAUGHIN' NOSE）をベースに迎え活動を再開した。しかし、2016年の名古屋でのライブの前日にYO-SUKOが突然の不参加となり、翌日のPUNK LIVES 2016を以て再度の活動休止となった。両日のライブはベースのPONが全曲ボーカルを担当した。以来活動は再開されておらず、この活動期間内に作品のリリースはなかった。

## メンバー
- YOSU-KO（ボーカル）
- LINA（ギター） concurrency. LAUGHIN' NOSE
- KI-YAN（ドラム）
- PON（ベース）from. LAUGHIN' NOSE

## 過去のメンバー

### 1期（1982年-1984年）
- YOSU-KO（ボーカル・ベース）
- NAOKI（ギター）
- MI-CHAN（ドラム）

### 2期（1984年-1987年）
- YOSU-KO（ボーカル）
- LARRY（ギター）（現GARLIC BOYS)
- HAPPY(沖野)（ベース)(元ZOUO)
- MI-CHAN（ドラム）※1985年頃脱退
- まこっちゃん（竹中誠）（ドラム）

### 3期（1990年-1991年）
- YOSU-KO（ボーカル）
- NAOKI（ギター）
- PON（ベース）
- KI-YAN（ドラム）

### 4期（1999年-2001年）
- YOSU-KO（ボーカル・ベース）
- NAOKI（ギター）2001年脱退
- YOSHIRO（ドラム）（元SOY SAUCE SONIX)2001年脱退

### 5期（2001年-2005年）
- YOSU-KO（ボーカル）
- KEIGO（ドラム）

ギター・ベースはサポートメンバーが担当。

### 6期（2007年-2013年）
- YOSU-KO（ボーカル）
- LINA（ギター）
- PUNKY（ベース）2008年脱退
- YUICHI（ベース）2013年脱退
- RYU（ドラム）2010年脱退
- KI-YAN（ドラム）2011年加入

### 7期（2015年-2016年）
- YOSU-KO（ボーカル）
- LINA（ギター）
- PON（ベース）
- KI-YAN（ドラム）

## 作品

### シングル
1. BREAK OUT（1983年）
2. 1984（1984年）
3. BAD NIGHT X'MAS（1985年配布ソノシート）
4. WRONG WAY（1986年）
5. STRANGER（1986年）
6. STRANGERS（1987年 徳間ジャパン）
7. オレたち（1990年9月5日）
8. BOOTS BOY（1991年11月21日）
9. LOVE & WORKS（2008年配布CD)
10. SING ALONG TOGETHER（2008年12月20日CD+DVD）
11. THE BEGINNING OF THE END E.P.（2013年1月1日CD）

### アルバム
1. ハードコア不法集会（1984年オムニバス）
2. THE PUNX（1985年オムニバス/宝島カセットブック）
3. STAND THE PRESSURE（1985年/1991年11月21日）
4. Oi Oi Oi（1990年5月5日/2003年5月21日）
5. CAPTAIN NIPPON（1990年10月10日/2003年5月21日）
6. STAND! STRONG! STRAIGHT!（1991年5月5日/2003年5月21日）ミニアルバム
7. COBRA INDIE OMNIBUS'82～'86（1991年12月15日）ベストアルバム
8. BEST OF COBRA（1996年2月21日）ベストアルバム
9. COBRA（1999年3月20日）
10. OK RIDE ON（1999年10月20日）
11. VOICE（2001年6月27日）
12. COBRA ON THE STREET（2002年9月12日）
13. STAND THE PRESSURE with “AA”TITLES（2002年12月12日）
14. REALITY CHECK（2003年7月30日）
15. LIVE INNOCENT（2004年1月10日）ライブ盤
16. Mission-x !!（2004年7月21日）THE RYDERSとのスプリットCD
17. LOVE HATE KONTON（2007年8月4日）ライブ会場限定発売
18. ROCK'N'ROLL HOMICIDE（2008年4月20日）
19. Hello! This is COBRA（2009年4月29日）
20. COBRA IS BACK!（2009年10月10日）
21. PUNK 2 STUPID!（2010年2月22日）THE RYDERSとのスプリットCD
22. COBRA is ALIVE 20th ANNIVERSARY BEST（2010年4月21日）ベストアルバム
23. THE GREATEST FUCKIN' COBRA（2010年10月10日発売）
24. THE GREATEST FUCKIN' XMAS（2011年3月10日発売）ライブ盤
25. Oi Of JAPAN 2（2011年5月20日発売）オムニバス
26. 東京ボイコット（2012年3月3日発売）

### トリビュート
1. TRIBUTE TO COBRA〝Oi Oi Oi〟（2010年11月10日発売）

## サポーターソング
アルバム『CAPTAIN NIPPON』に収録されている「やっちまえ!POPSTAR」は、ベガルタ仙台のサポーターソングとして主に試合中に歌われる。ただし、ベガルタ仙台の歌詞カードには「COBRA」というタイトルで表記されている。
また『Oi Oi Oi』に収録されている「あの娘はエイリアン」は東京ヴェルディの応援歌である。こちらもタイトルは「COBRA」になっている。これらのほかにも、多くのJリーグクラブのサポーターからサポーターソングとしてさまざまな楽曲が採用されている。